# José Armenter y Ferrer
José Armenter y Ferrer (Tarragona, comienzos del siglo XIX-Barcelona, 6 de septiembre de 1886) fue un médico español.

## Biografía
Natural de Tarragona, estudió Filosofía en el Seminario Conciliar de Barcelona y Física en la escuela de la Junta de Comercio. Recibió el grado de bachiller en Medicina en 1833, el de licenciado al año siguiente y el de doctor en 1858. Durante la Primera Guerra Carlista, prestó importantes servicios en el ejército y en 1843 fue nombrado profesor agregado a la sección de ciencias médicas y quirúrgicas de la Facultad de Medicina de Barcelona. Desde 1842 hasta 1845 desempeñó la cátedra de segundo año de Materia Médica, Obstetricia y Enfermedades Sifilíticas.
En 1845 lo eligieron profesor agregado a la Facultad de Medicina de Valencia, con el título de propietario. Se le confirió la vicepresidencia de las academias y, al mismo tiempo, tuvo a su cargo la clase de Higiene, Patología General y Terapéutica. En noviembre de 1846 fue designado profesor clínico de la Universidad de Barcelona, catedrático supernumerario en 1864 y numerario de clínica médica tres años después.
Fue director y colaborador de la Revista de Ciencias Médicas de Barcelona y publicó tres programas de clínica médica correspondientes a los años escolares comprendidos de 1875 a 1878.. Durante los años 1880-1881 fue catedrático de Fisiología en la Universidad de Valladolid.
Falleció en Barcelona en 1886.